# 雪蛤膏

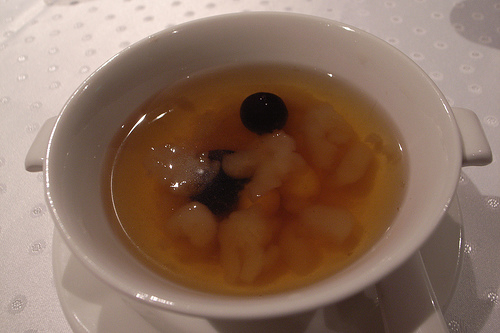
紅棗燉雪蛤

雪蛤膏 (英文:Hasma , Harsmar 或 Hashima)，又名蛤士蟆油，一般稱蛤士蟆 ，醫藥術語稱Oviductus Ranae，是中國及中亞的糕點原料，取自蛙科（主要是中國林蛙Rana chensinensis）的輸卵管及脂肪。

## 簡介
雪蛤膏主要產於中國東北地區，例如黑龍江、吉林、遼寧等省份，以吉林省所產最著名。在過去，雪蛤膏是只有皇帝才能食用的高檔食材，現在則在中國大陸、台灣、新加坡、香港，甚至北美都很容易取得雪蛤膏製品。

## 物理性質
雪蛤膏通常以1-2厘米長，1-5毫米厚的乾燥不規則扁塊狀或片狀出售。雪蛤膏有著黃白色磨砂光澤，部分表面可能覆蓋著灰白色膜。吸水後，雪蛤膏體積可以擴展至多10-15倍。
乾燥雪蛤膏泡水、用冰糖燉煮後會變得黏稠、不透明。乾燥或濕潤的雪蛤皆有輕微的腥味，沒有調味的情況下即有甜味。

## 調理
雪蛤膏常用為糖水增色提味，增加湯奢華感，通常會用冰糖調味。雪蛤被廣泛用在在香港高檔餐館的點心菜餚。

## 醫療功效
雪蛤膏被視為中藥的一種，用於治療呼吸道症狀，但缺乏研究證實。 雪蛤膏也用於治療胃潰瘍和改善膚質。
《中華人民共和國藥典》有以下記載：「哈蟆油補腎益精、養陰潤肺，用於身體虛弱、病後失調、神疲乏力、腎虧精神不足，心悸失眠、盜汗不止，癆嗽咳血。」

## 外部連結
- Hasma recipes （页面存档备份，存于）
- Description of a meal with Hasma （页面存档备份，存于）
- Recipe （页面存档备份，存于）